# Schwerbelastungskörper
Schwerbelastungskörper – masywny, odlany z żelazobetonu blok w kształcie walca o wysokości 14, średnicy 21 i głębokości 18 metrów, zlokalizowany w Berlinie w pobliżu dawnego lotniska Tempelhof wzdłuż General-Pape-Straße w pobliżu skrzyżowania z Loewenhardtdamm. Został wykonany przez francuskich jeńców wojennych jesienią 1941 roku na zlecenie architekta Alberta Speera.

## Opis
Celem budowli było zmierzenie, jak dobrze bagnista gleba w Berlinie wytrzyma ciężar planowanego przez Adolfa Hitlera Łuku Triumfalnego i innych ogromnych budynków, które miały być zbudowane w ramach planu przebudowy Berlina o nazwie Welthauptstadt Germania.
Maksymalne dopuszczalne osiadanie żelazobetonowego bloku określono na 6 centymetrów, jednak w pomiarach wykonanych w 1944 roku zapadł się o 11–18 centymetrów. Pomimo tego wyniku Hitler był zdania, że Łuk Triumfalny i inne obiekty Welthauptstadt Germania mogą zostać zbudowane. Ponieważ klęska Niemiec w II wojnie światowej była już wtedy bliska, zabrakło czasu na ich budowę.
Po kapitulacji Niemiec alianckie władze okupacyjne chciały zniszczyć wszystkie pomniki i inne budowle związane z architekturą nazistowską, a Schwerbelastungskörper również miał zostać rozebrany przez detonację. Nie udało się tego jednak zrobić ze względu na pobliską zabudowę mieszkalną i pozostawiono go, by pokrył się mchem.
W 1995 roku Schwerbelastungskörper otrzymał status zabytku i został odrestaurowany. Jest to jedyna pozostała struktura nazistowskiej Germanii. Współcześnie chroniony jest przez wysokie stalowe ogrodzenie z siatki, a blok jest dostępny dla turystów w ograniczonym zakresie.

## Galeria

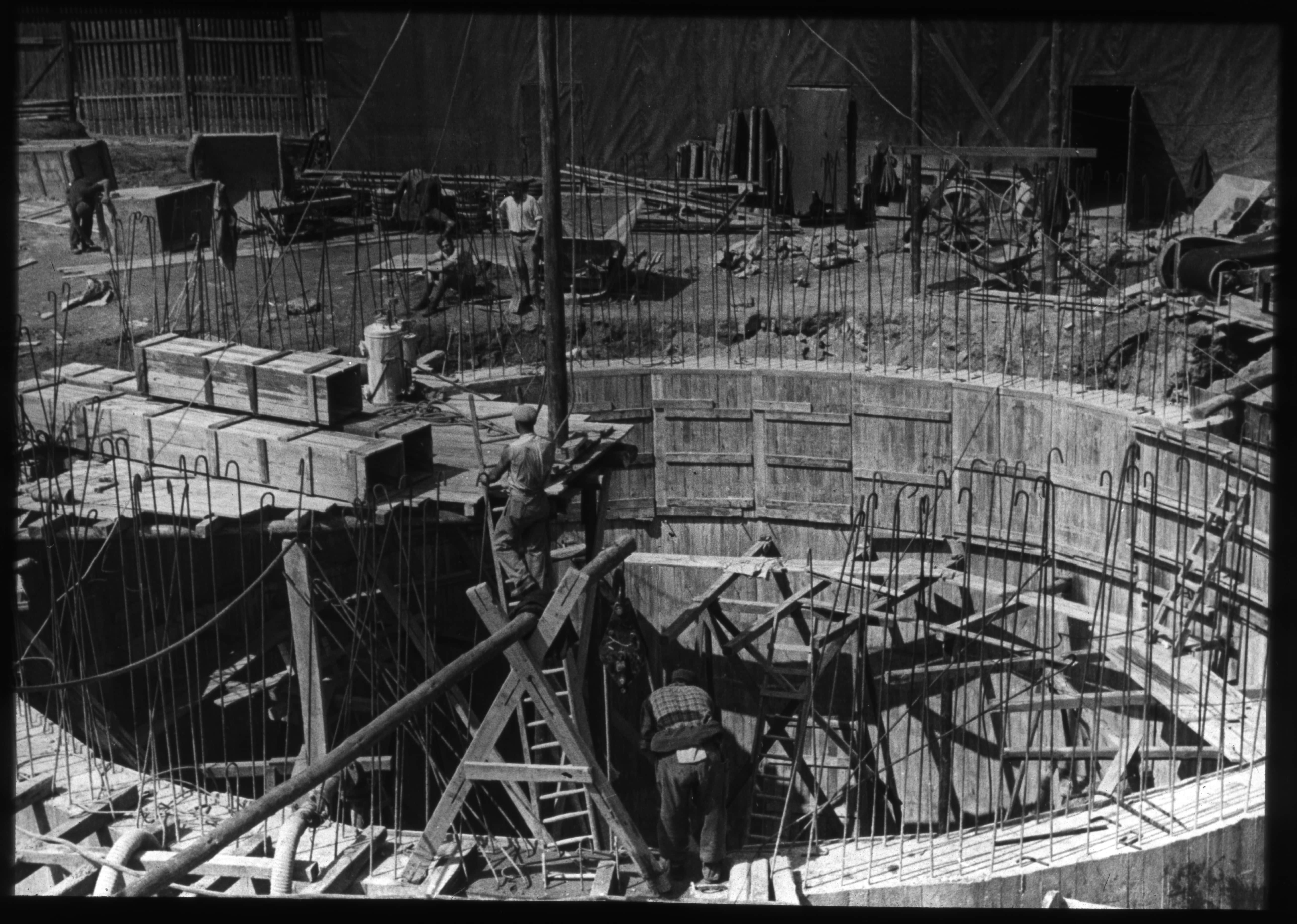
Budowa
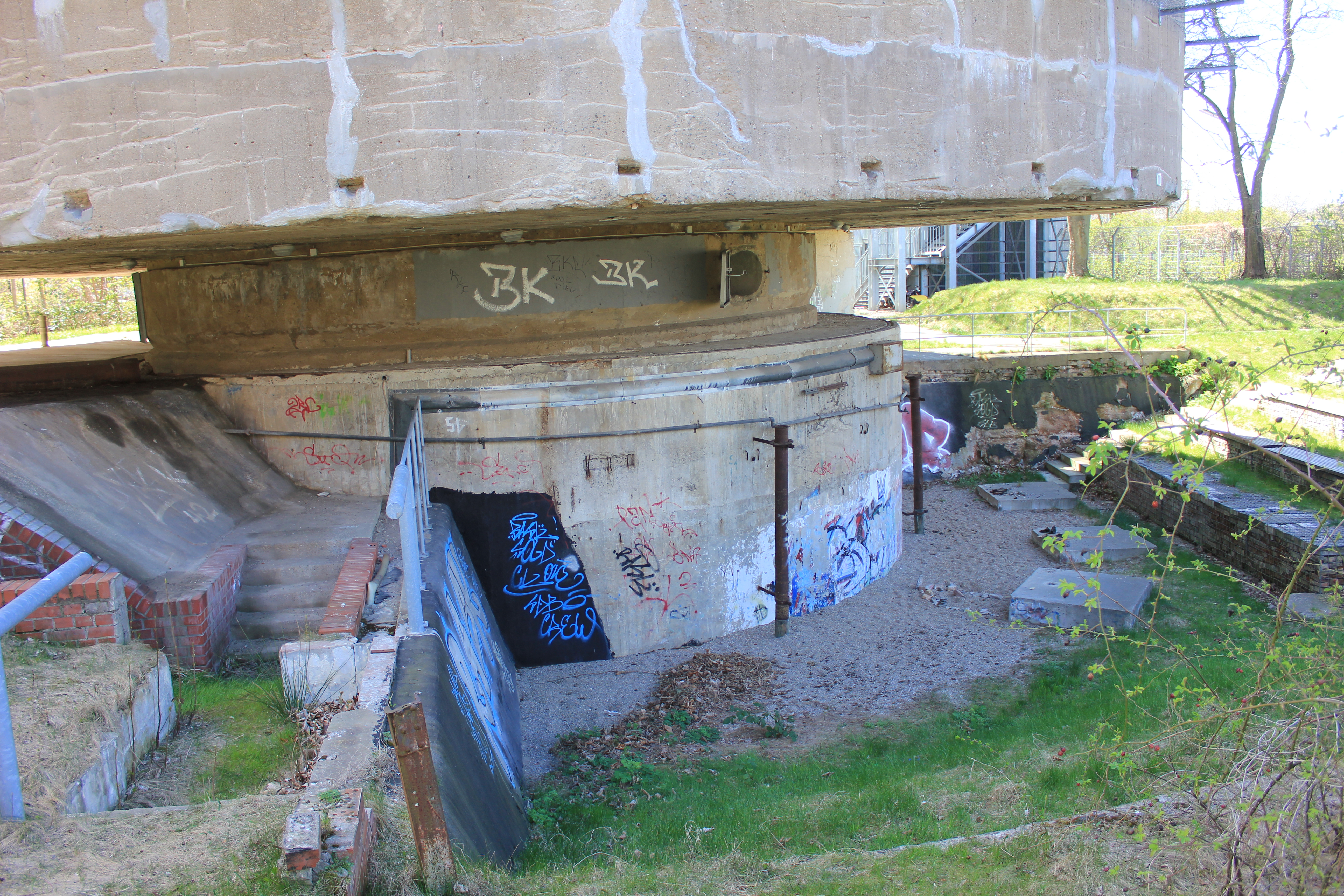
Podstawa
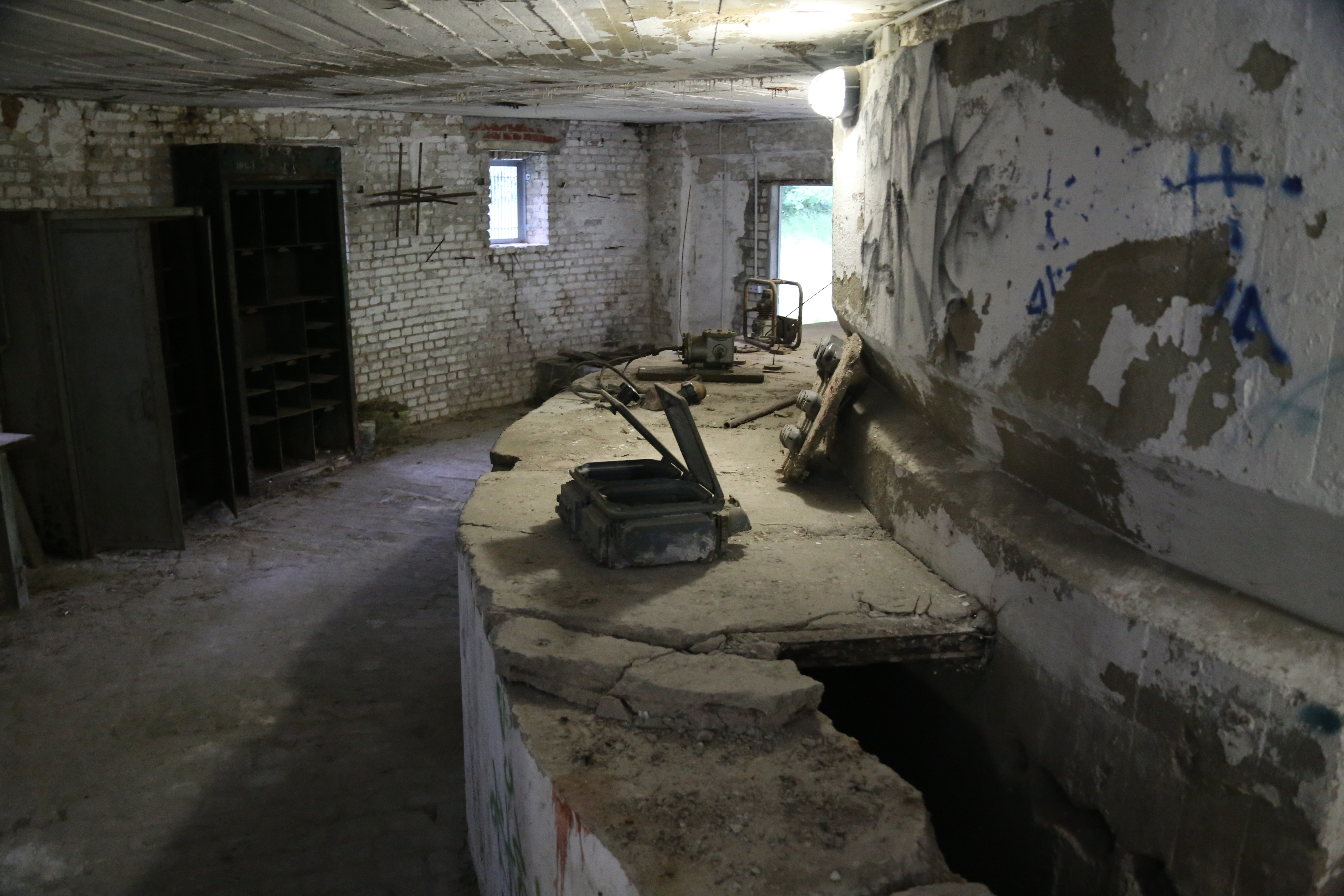
Wnętrze
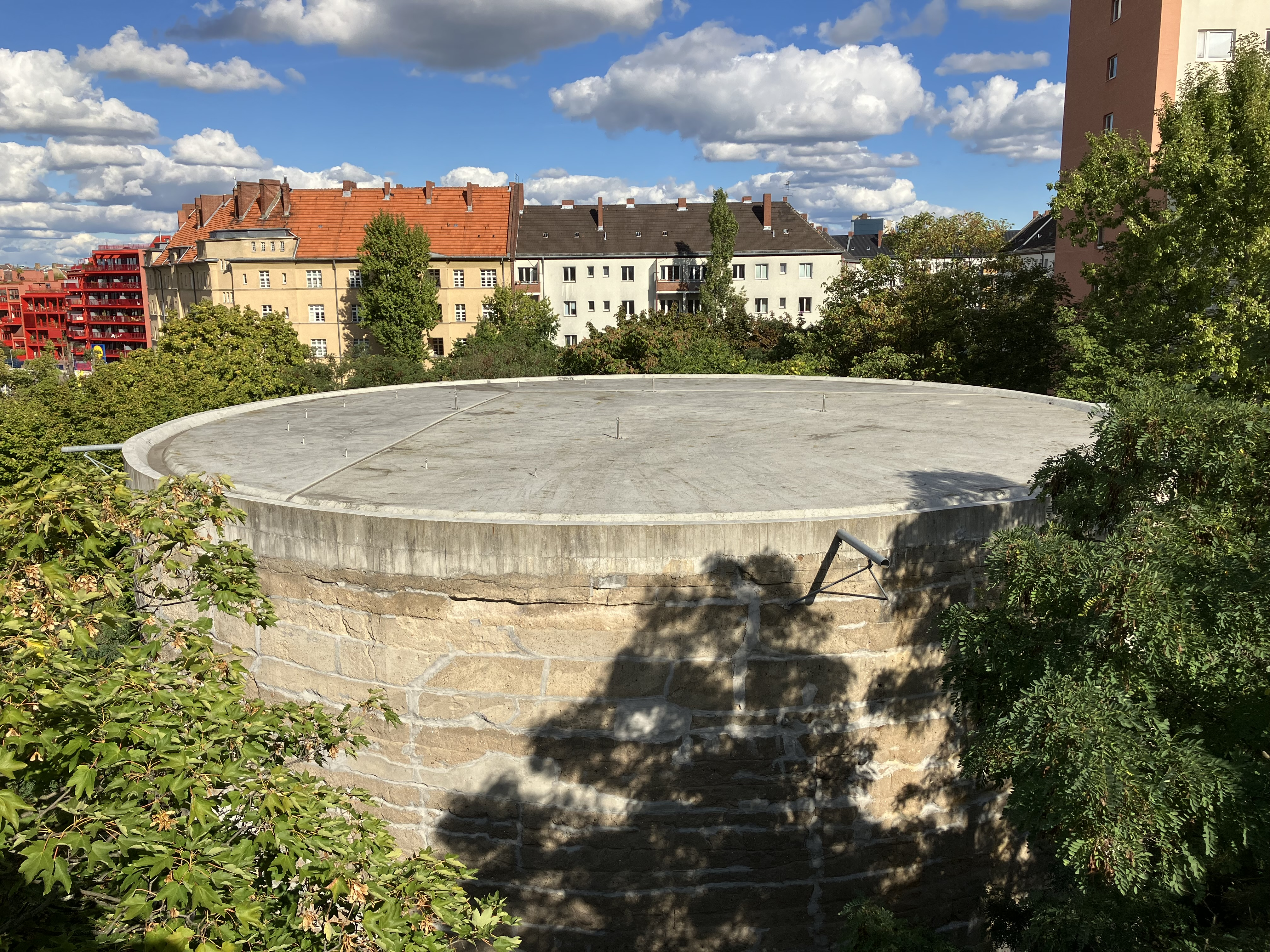
Dach